# Ručení
Ručení, starším názvem rukojemství, je spolu s finanční zárukou, zajišťovacím převodem práva a dohodou o srážkách ze mzdy nebo jiných příjmů jedním z typů zajištění závazků. Jedná se o způsob, jak co nejefektivněji snížit rizika, která mohou vzniknout při uzavření závazkového vztahu. Spočívá v tom, že ručitel, osoba vždy odlišná od dlužníka, na sebe vezme povinnost uspokojit pohledávku věřitele, jestliže tak neučiní dlužník. Velmi zjednodušeně lze říci, že ručitel se dostane do pozice velmi podobné dlužníkovi, protože je povinen splnit dluh za dlužníka. Právní úprava ručení je řešena především občanským zákoníkem (§ 2018 až 2028). Ručení se nejčastěji používá u úvěrů, korporátních dluhopisů a zápůjček, u kterých věřitel jejich zajištění obvykle vyžaduje, protože dlužník není schopen ihned sám plnit.

## Historie právní úpravy ručení
Se současnou obdobou ručení se lze setkat už v římském právu, kdy se tento termín nazýval rukojemství. Z této právní úpravy částečně vycházely i dřívější občanský zákoník (č. 40/1964 Sb., nahrazený občanským zákoníkem z roku 2012) a obchodní zákoník (č. 513/1991 Sb.), které pojem ručení upravovaly až do konce roku 2013.
Změny v právní úpravě ručení přinesl nový občanský zákoník (č. 89/2012 Sb.), jehož účinnost se datuje k 1. lednu 2014. Pojem ručení je upraven v § 2018 až 2028. Tímto občanským zákoníkem (2012) byl nahrazen obchodní zákoník v oblasti obchodních závazkových vztahů a zrušila se tak dřívější vícečetná právní úprava. Podle důvodové zprávy k občanskému zákoníku je termín ručení v zásadě převzat z dosud platné úpravy v obchodním zákoníku, jen s nepatrnými změnami. Zejména se upřesňuje smluvní povaha vzniku ručení v tom smyslu, že odmítne-li věřitel ručitele, nemá pak již právo po něm cokoli žádat. Občanský zákoník dále také rozlišuje pojmy „zajištění“ a „utvrzení dluhů“.

## Ručení obecně

### Vznik a podmínky ručení
Ručení předpokládá platný dluh dlužníka. Lze ho poskytnout i pro dluhy budoucí nebo podmíněné, jakož i za soubor dluhů určitého druhu vznikajících dlužníku v určité době nebo soubor různých dluhů z téhož právního důvodu.
Ručení vzniká pouze písemným prohlášením, v němž ručitel bere na sebe povinnost vůči věřiteli, že pohledávku uspokojí, jestliže ji neuspokojí dlužník. Věřitel nemusí s takovým projevem ručitele vyslovit souhlas. Obdobně pak není potřeba souhlas dlužníka. Nepřijme-li však věřitel ručitele, není oprávněn později po něm cokoliv požadovat.
Jestliže ručitel převzal závazek ručení na základě nepravdivých informací, které mu poskytl dlužník, zůstává ručitelský závazek platný, pokud o tom ručitel při převzetí ručitelského závazku věděl nebo vědět musel. Ručení je zásadně časově neomezené. Ručitel jej ale může omezit na určitou dobu, pokud to uvede ve svém ručitelském prohlášení, případně pokud o tom uzavře písemnou dohodu s věřitelem.
Ručitelský závazek se může vztahovat na plnění ve stejném rozsahu, v jakém je vázán dlužník, je však možný i rozsah menší. Ručitel ale nemůže převzít ručení ve větším rozsahu. Pokud existuje více pohledávek, může ručitel převzít ručení jen za jednu z nich, za všechny, nebo i jen za některé.

### Spoluručení
Za jednu pohledávku může převzít ručení i několik osob, a to každá buď za celý dluh, nebo jen za jeho část. Pokud však jednotlivý ručitel neomezí své ručení v písemném prohlášení jen na část dluhu dlužníka, pak ručí souhrnně za celý dluh. Je-li dluh zajištěn ručením více osob, může věřitel požadovat splnění na kterémkoliv z ručitelů, nebo jen na některých z nich, nebo na všech současně.

### Způsoby uplatnění ručitelského závazku
Základní podmínkou je nejdříve písemná výzva věřitele vůči dlužníkovi s upomínkou plnění jeho dluhu. Není třeba, aby věřitel svou pohledávku vůči dlužníku nejdříve uplatnil u soudu. Pokud na výzvu dlužník nereaguje, je pak povinen dluh splnit ručitel. Výzvy není třeba, nemůže-li ji věřitel uskutečnit nebo je nepochybné, že dlužník dluh nesplní.
Ručitel může proti věřiteli uplatnit všechny námitky, které by měl proti věřiteli dlužník. Jde např. o námitku promlčení (byl-li dluh promlčen) či o námitku započtení (pokud dlužník mohl proti pohledávce věřitele započíst svou vlastní pohledávku, ale neučinil tak). Ručitel však může proti pohledávce věřitele započíst i svou vlastní pohledávku, kterou má proti věřiteli. Pokud dlužník uzná dluh, je toto uznání účinné vůči ručiteli, jen když s ním vysloví souhlas.
Ručitel může plnění odepřít, pokud věřitel zavinil, že pohledávka nemůže být uspokojena dlužníkem. Pokud splní dluh ručitel, je oprávněn požadovat na dlužníkovi náhradu za plnění poskytnuté věřiteli – tzv. regresní nárok.

### Zánik ručení
Ručení zaniká zánikem dluhu, který zajišťuje. Ručení však nezaniká, pokud dluh zanikl pro nemožnost plnění dlužníka, ale ručitel jej splnit může, nebo pro zánik právnické osoby, která je dlužníkem.

## Směnečné a šekové rukojemství
Ručitel směnky, směnečný rukojmí, se nazývá aval (někdy též avalista). Původ tohoto slova je nejasný, odvozuje se od francouzského a valoir či od italského firmare a valle (podle podepisování na dolním okraji směnky), případně od arabského názvu ručení hawala.
Postavení avala je značně odlišné od postavení běžného ručitele, jeho závazek není subsidiárním, protože věřitel se nemusí nejdříve obracet na avaláta (dlužníka, za kterého se aval zaručil), může požadovat zaplacení ihned po směnečném rukojmím. Na druhou stranu po zaplacení směnky z ní nabyde všech práv proti avalátovi. Také akcesorita závazku je významně oslabena, sice svým závazkem může zajišťovat jen část závazku hlavního, ale neplatným se stane jen tehdy, pokud by hlavní závazek byl neplatný pro vadu formy. Neplatnost hlavního závazku z jiných důvodů (např. zfalšování podpisu avaláta) nemá na závazek avala žádný vliv.
Rukojemské prohlášení se může psát přímo na směnku, nejčastěji na její líc, nebo na její přívěsek. Lze se i jen podepsat (tzv. „holý aval“), ale kvůli větší jistotě je vhodné připojit údaje identifikující avala a doložku ve znění „jako rukojmí“, „per aval“ apod.
Šekové rukojemství je s tím směnečným prakticky identické.